# シグナス NG-12
従来、OA-12として知られていたNG-12は、ノースロップ・グラマンの無人宇宙補給機シグナスの13回目のフライトであり、NASAとオービタルATKの間商業補給サービス契約下の12回目の国際宇宙ステーションへのフライト。このミッションは2019年11月2日 13:59:47 UTCに打ち上げられた。これは商業補給サービスフェーズ2（CRS-2）契約下でのシグナスの初めての打ち上げだった。
オービタルATK（現在のノースロップ・グラマン・イノベーション・システムズ）とNASAは共同で、ISSへの商業貨物補給サービスを行うための新しい宇宙輸送システムを開発した。商業軌道輸送サービス（COTS）計画のもと、オービタルATKが中型打ち上げ機のアンタレスと、パートナー企業のタレス・アレーニア・スペースが提供する与圧貨物モジュールと、オービタルGEOStar衛星バスを基にしたサービスモジュールを使用した先進的な宇宙船シグナスの設計、取得、建造および組み立てを行った。ノースロップ・グラマンは2018年6月にオービタルATKを買収し、社名をノースロップ・グラマン・イノベーション・システムズと改めた。

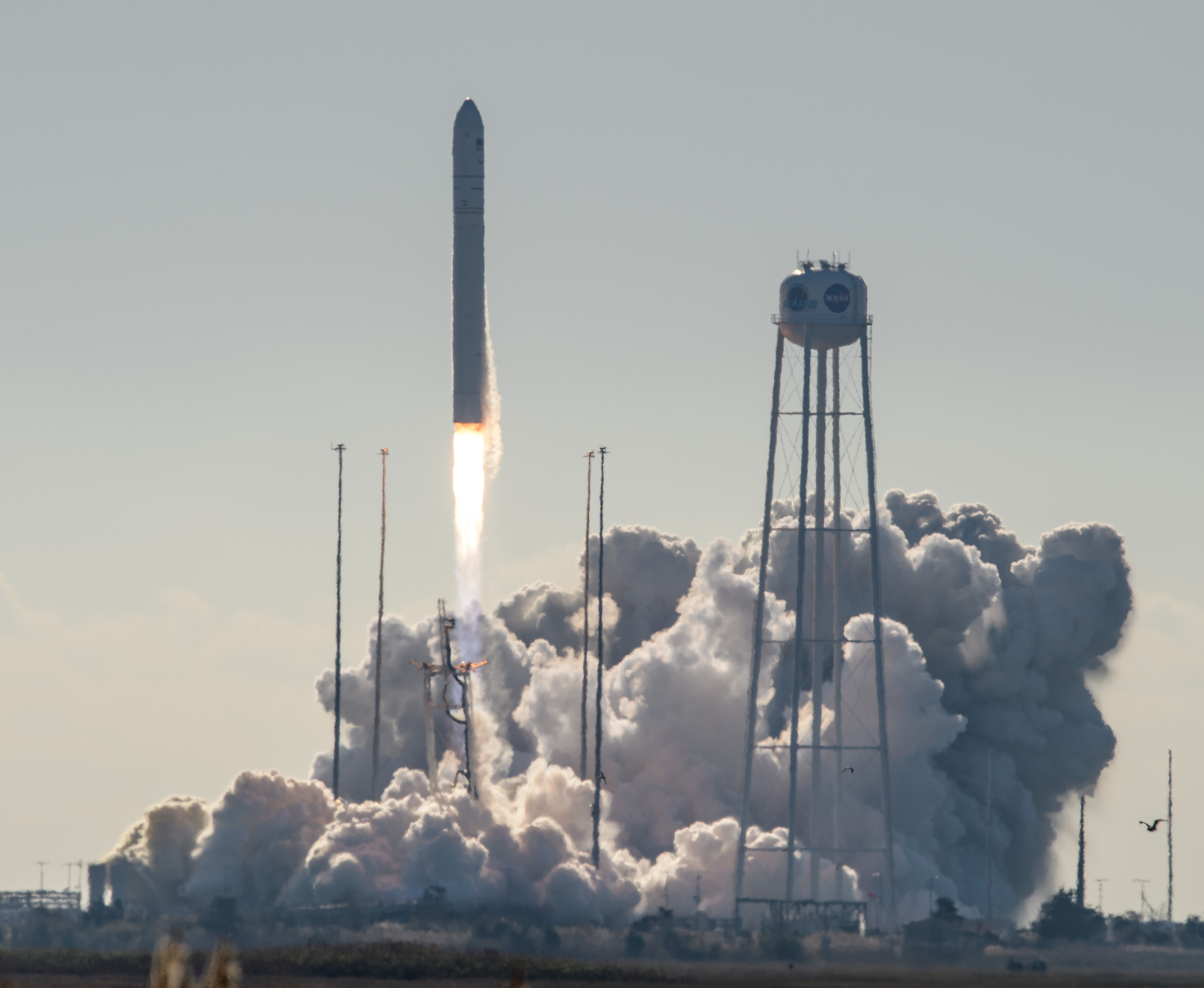
ノースロップ・グラマンによるシグナスNG-12ミッションの打ち上げ

## 来歴
NG-12は、商業補給サービスフェーズ2（CRS-2)契約下での初めてのミッションであり、2019年11月2日の13:59:47 UTCに打ち上げられた。

## 宇宙船
シグナス宇宙船の製造と組立てはバージニア州ダレスで行われた。シグナスのサービスモジュールと与圧貨物モジュールの結合は打ち上げ施設で行われ、ミッションの運用はバージニア州ダレスとテキサス州ヒューストンの管制センターから行われた。このミッションは拡大型のシグナスPCM（与圧貨物モジュール）の9回目のフライトだった。
2019年、この宇宙船は宇宙船アラン・ビーンと名付けられた。

## 貨物の内訳
貨物総重量：3,705 kg (8,168 lb)、与圧貨物3,586 kg (7,906 lb)および非与圧貨物119 kg (262 lb)
- 乗員補給品：680 kg (1,500 lb)
- 科学研究機材：1,983 kg (4,372 lb)
- 船外活動装備：107 kg (236 lb)
- 宇宙船資材：756 kg (1,667 lb)
- コンピューター資材：17 kg (37 lb)
- ロシアのハードウェア：11 kg (24 lb)
- ノースロップ・グラマン関連装備：35 kg (77 lb)

届けられた貨物の中には、宇宙用の特別製のオーブンとクッキー生地も含まれていた。ISSのクルーはこの装置を使って宇宙でチョコチップクッキーを焼こうと試みた（この種の宇宙での活動の初の試み）。宇宙でクッキーを焼くことは、このミッションが宇宙ステーションに到着した際に国際的なメディアの興味を惹いた。
届けられた別の研究関連品目は、宇宙飛行士が着用して、作業する際の動き柔軟性と自由度を判断するAstroRad放射線防護ベストだった。このフィードバックは、防護ベストが必要となった場合の快適さと人間工学適正を改善することに利用される。AstroRadは急性放射線症候群などの短期的な決定論的影響や、長期に渡る低軌道ミッション後などにおける癌などの確率的影響を大幅に軽減するのに有効である。
ヒューストン・メソジスト研究所は、ランボルギーニとの協業でこのミッションに搭載していくつかの炭素繊維で強化されたポリマーを送った。このプロジェクトは、過酷な宇宙環境を活用してランボルギーニが航空宇宙用途向けに開発した加圧成形および3Dプリントされた炭素複合材料を含む5つの独自の炭素繊維材料の性能をテストすることを目的としている。研究チームは、温度変動、放射線、原子状酸素への曝露に耐える材料の能力の評価を予定していた。
シグナス NG-12 は、外部ペイロードをステーションに届けたり、劣化したペイロードを除去したりするために使用されるシグナス外部ペイロード・キャリアをテストした。SOLARとSDSは、廃棄のために宇宙船に移送された最初のペイロードだった。

## 延長
シグナス（リンクス）にペイロードを搭載したノースロップ・グラマンの顧客は、軌道上での時間延長を求め、連邦通信委員会（FCC）は2020年4月2日にこの要求を承認した。このFCCの承認によって、このテストは2020年4月2日まで延長される可能性があった。「FCCによるライセンスの延長によって、ノースロップ・グラマンはNG-12ミッションを当初の完了日を超えて延長することが可能となり、顧客に運用の柔軟性を提供することが可能になる」とノースロップ・グラマンの副社長兼戦術スペース部長のフランク・デマロウは声明し、「NG-12宇宙船は、あと数週間の軌道上での運用を行うのに良好な状態を保っている」と述べた。
宇宙船は2020年3月17日の23:00 UTCごろに軌道を離脱した。